# Калинкино (Кемеровская область)
Калинкино — деревня в Промышленновском районе Кемеровской области. Входит в состав Калинкинского сельского поселения.

## География
Центральная часть населённого пункта расположена на высоте 166 метров над уровнем моря.

## Население
По данным Всероссийской переписи населения 2010 года, в деревне Калинкино проживает 719 человек (316 мужчин, 403 женщины).

## Экономика
На территории деревни действует пивоваренный завод «Калинкино , Животноводческое предприятие "Заречье".